# Bataille de Castiglione (1796)
Première Coalition
Batailles
La bataille de Castiglione (à Castiglione delle Stiviere) se déroule le 5 août 1796. Elle oppose les Français commandés par les généraux Bonaparte, Masséna et Augereau à trois armées autrichiennes commandées par les généraux Quasdanovich et Wurmser.

## Contexte
Le 11 avril 1796, Bonaparte est victorieux à la bataille de Montenotte. Le 21, la Sardaigne est séparée de l'Autriche et conclut une paix séparée. Les Français passent le Pô le 7 mai, le 10 ils battent l'armée de Beaulieu à la bataille du pont de Lodi sur l’Adda. Le 31 mai les Autrichiens sont rejetés derrière l'Adige. Le 1er juin, Masséna occupe Vérone. En un mois et demi, l'armée française se rend maître de l'Italie, l'armée autrichienne est expulsée au-delà du Tyrol. 
Bonaparte a encore avec lui 40 000 hommes dont un certain nombre est retenu au blocus de Mantoue. Vers le 10 juillet, il reçoit le renfort de 4 000 hommes du général Despinoy qui sont venus à bout du château de Milan le 25 juin.
L'Autriche ne s'avoue pas pour autant vaincue. L'armée de Beaulieu compte encore 18 000 hommes, et la garnison de Mantoue 8 000. 10 000 Tyroliens et 31 000 Autrichiens marchent vers l'Italie. Ce qui fait 67 000 hommes, prêts à venger l'Empire. Le choc est à nouveau inévitable.

## La bataille

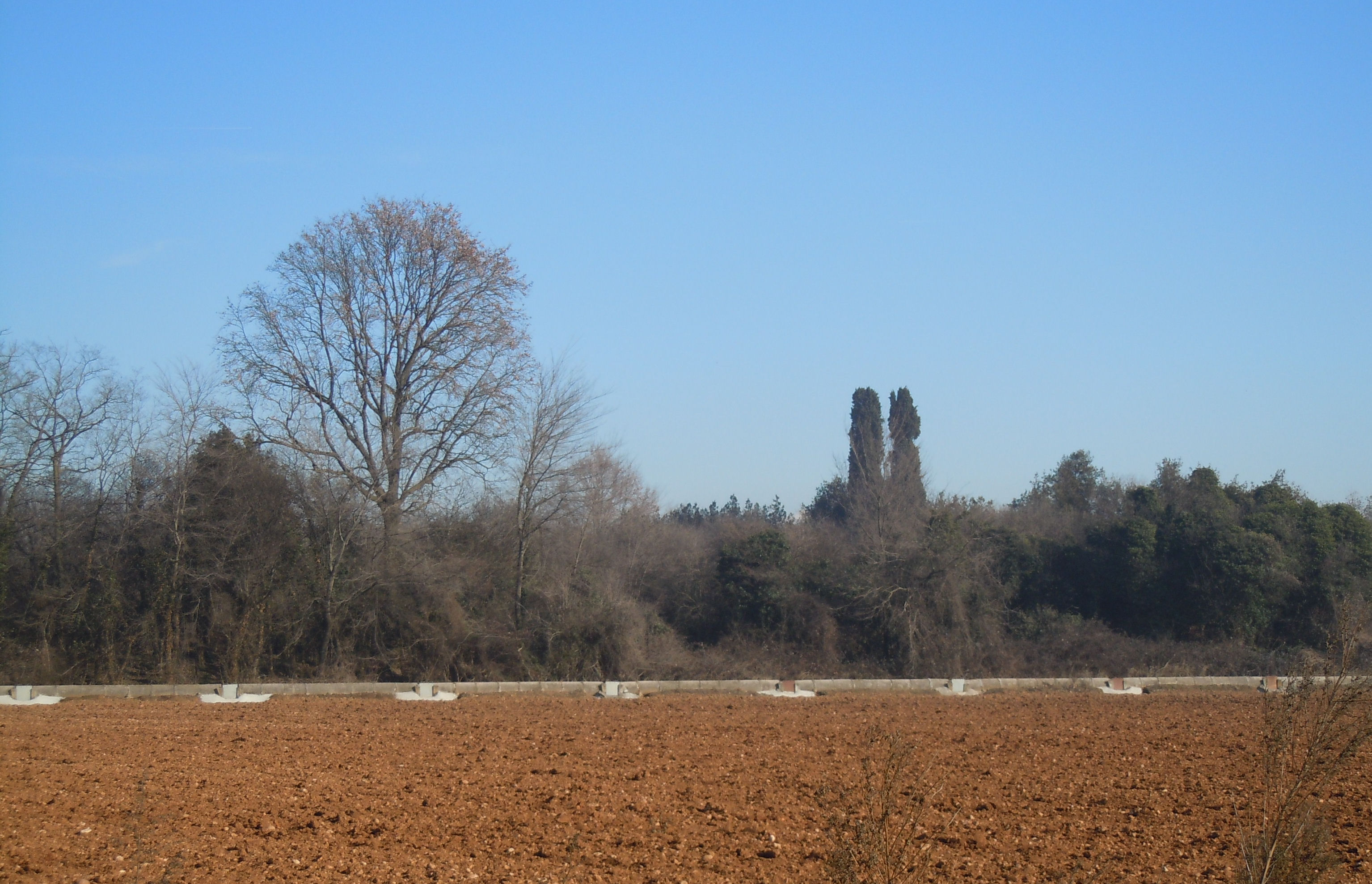
Monte Medolano pris en 2012

Descendant du Tyrol en deux colonnes, les Autrichiens encerclent le lac de Garde et l'armée française, mais ainsi séparés, ils sont inférieurs en nombre. L'armée française a la faculté de se rassembler rapidement. Le blocus de Mantoue est levé, Vérone évacué. Toute l'armée française est concentrée entre la Chièse et le Mincio. Laissant seulement 1 800 hommes sous les ordres du général Valette, à Castiglione pour bloquer éventuellement Wurmser qui descend la rive ouest du lac de Garde et l'empêcher de prendre ainsi son armée à revers, le 31 juillet, Bonaparte fonce sur les 15 000 Autrichiens qui descendent par la rive est.
Tandis que la division Sauret reçoit ordre de délivrer le général Guieu encerclé à Salò, ce qu'elle réussit, la division Dallemagne qui a pour mission de prendre Lonato, a du mal à venir à bout de l'ennemi, finit par le battre, mais ne parvient pas à prendre la ville. Le 1er août, Augereau entre à Brescia. Le 2, Masséna prend position à Ponte San Marco. Au soir, sous la pression de ses hommes, le général Valette abandonne précipitamment Castiglione. Dans cette fuite désordonnée beaucoup de soldats sont faits prisonniers. 
Le 3 août au matin, l'armée française a changé de front. À l'ouest, Guieu s'en va récupérer Salò abandonnée la veille au soir par Sauret, au centre, Masséna attaque Lonato tandis qu'à l'est, Augereau attaque Castiglione, qu'il prend, perd et finalement reprend, malgré l'arrivée de renforts autrichiens. Au soir, la division autrichienne descendue par la rive droite du lac de Garde est partiellement détruite et complètement dispersée. Le 4, pendant que les restes de cette division qui s'enfuient par la vallée de la Chièse sont battus et fait prisonniers à Gavardo et à Salò, Wurmser rassemble les débris de son armée, et les forces disponibles de Mantoue. Au total 25 000 hommes se rangent et font face, entre Medole au sud et Solférino au nord (à dix kilomètres de distance).

## Bataille du Mont Medolano

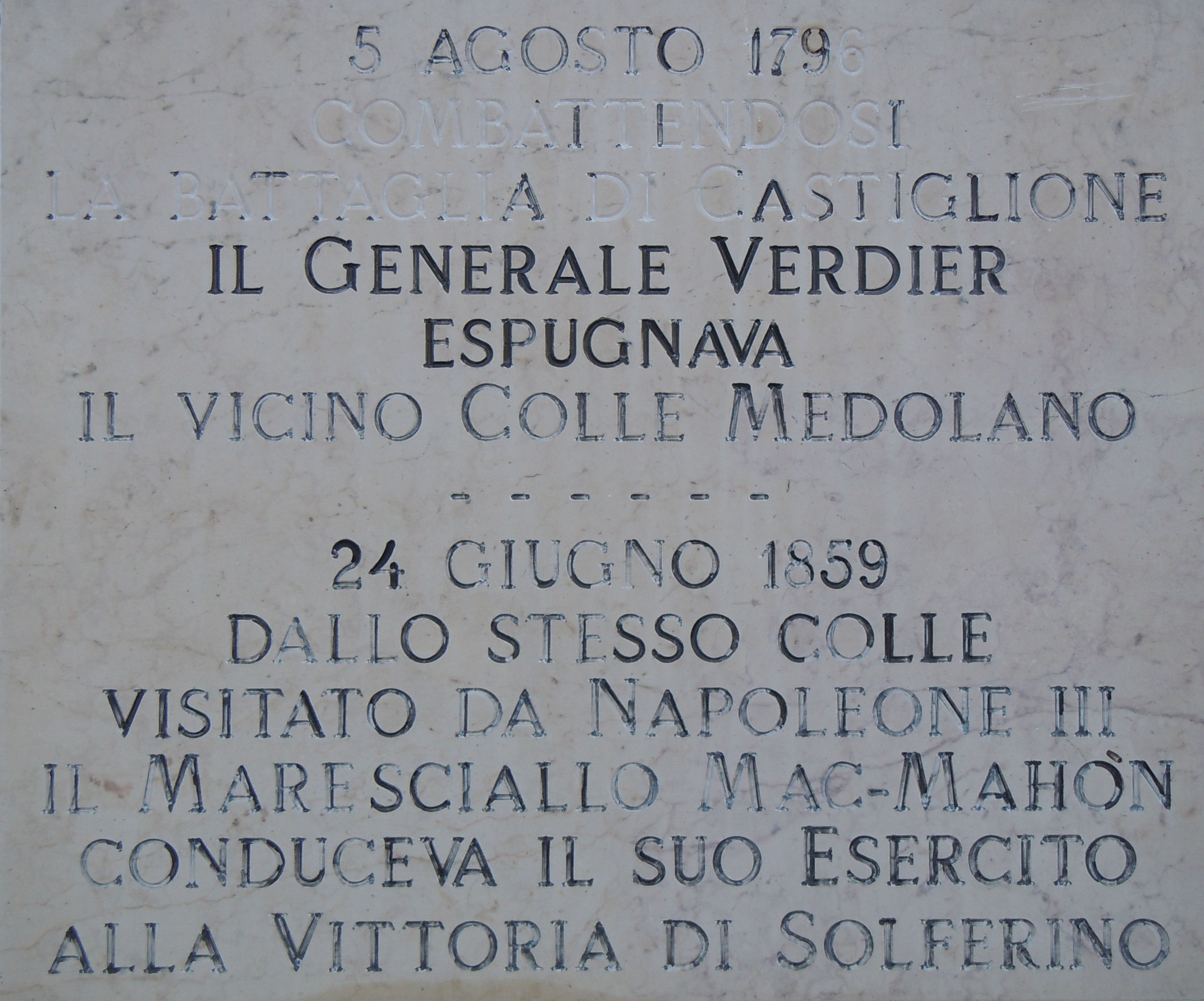
Mont Medolano, plaque commémorative

La bataille du Mont Medolano, du 5 août fut la première grande victoire de Napoléon.
Le but des Français était de briser la défense du quadrilatère, tandis que les Autrichiens avaient choisi de  se ranger sur la ligne Solferino - Medole pour bloquer l'avancée des Français et  laisser le temps aux arrières de réorganiser la défense dans la forteresse de Mantoue.
La tâche des forces autrichiennes était donc assez simple : s'installer dans une position idéale pour résister aussi longtemps que possible avec les moindres pertes et se retirer ensuite dans la forteresse de Mantoue ou Peschiera, dans l'attente d'une éventuelle attaque, mais seulement si particulièrement favorable.
La théorie tactique française a été mise au point par Bonaparte et Augereau sur proposition de celui-ci, le matin du 4 août. L'idée était de tromper les Autrichiens avec une fausse attaque sur le centre du déploiement ennemi pour reculer et s'exposer ensuite  volontairement à une contre-attaque facile pour donner à Wurmser la possibilité réelle de briser en deux le déploiement français. L'arrivée ponctuelle de la division Despinoy aurait créé le nouveau centre du déploiement français, dont les ailes seraient formées par deux tronçons séparés et déjà placés sur des positions latérales préétablies : Masséna à gauche et Augereau à droite. L'arrivée de la division Sérurier de Guidizzolo aurait pris les Autrichiens par derrière, provoquant la fermeture "en tenaille".
La tactique d'Augereau était intelligente et efficace, mais pas simple à mettre en œuvre, étant donné la nécessité, pour les trois unités françaises, d'agir au bon moment - qualité très difficile pour la lenteur des communications de l'époque et pour la mesure approximative du temps, en l'absence d'horloges. La veille de la bataille, lorsque les ordres avaient déjà été envoyés, Napoléon soulève de sérieux doutes sur la réussite du plan convenu et  exprime son intention de retirer toute l'armée sur le Pô. Augereau s'oppose avec fermeté et entre les deux hommes naît une discussion qui va aboutir en dispute.
Fort de son prestige militaire et d'éclatantes victoires des jours précédents, Augereau réussit à dissiper les hésitations compréhensibles de Napoléon qui, pour la première fois, dirigeait une bataille rangée et importante.
À l'aube du 5 août, selon le plan, certaines unités des divisions de Masséna et Augereau lancent une attaque centrale contre le camp autrichien, surprenant Wurmser, soit pour l'audace, soit pour la faute inattendue de détermination des troupes françaises qui agissaient avec peu de coordination et se retiraient en désordre, s'exposant ainsi à la réaction de l'Autriche. Profitant de l'occasion, Wurmser donna l'ordre de préparer la contre-attaque.
Pendant ce temps-là, la division française Despinoy était après Montichiari, et deux demi-brigades d'avant-garde aux ordres du colonel Leclerc allaient entrer à Castiglione, conformément aux prévisions.
Tout se déroulait selon le plan d'Augereau jusqu'à 7 heures du matin, quand ils entendirent plusieurs coups de feu venant de Guidizzolo. Cet imprévu a été déterminé par une fièvre très forte qui avait frappé le général Sérurier la nuit avant et qui l'avait obligé de confier le commandement de la division au général Fiorella. Celui-ci, désireux d'affronter l'ennemi, n'avait pas été en mesure d'attendre le bon moment et était arrivé trop tôt, bouleversant le plan élaboré. Wurmser arrêta immédiatement la contre-attaque et organisa le déplacement de la deuxième ligne, près de San Cassiano, pour intercepter la division Sérurier.

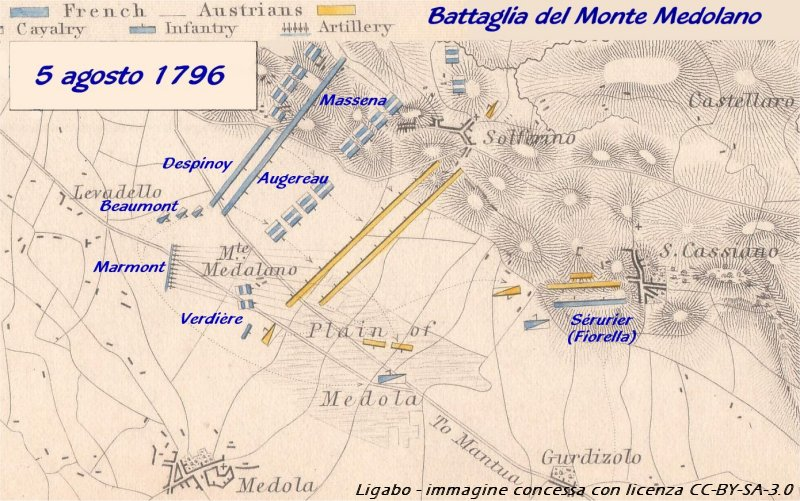
Plan de la bataille du Mont Medolano

Napoléon aussi avait remarqué l'erreur de Fiorella : démontrant une capacité de raisonnement et d'improvisation rare, il donna immédiatement une série d'ordres mettant en évidence une bonne connaissance de la situation et son aptitude à tourner la difficulté en opportunité inattendue, anticipant les mouvements de l'ennemi.
Pendant que la deuxième ligne autrichienne bougeait pour se ranger à San Cassiano, Bonaparte ordonna à la division Despinoy de rejoindre la division Masséna et d'attaquer l'aile droite de l'ennemi. Tout de suite et sans attendre de réponses, il  commanda une attaque imprévue sur le flanc gauche, se ruant à l'assaut du Mont Medolano avec ses forces considérables. Il avait compris que, au moment où la deuxième ligne autrichienne s'était déployée à San Cassiano, le Mont Medolano n'aurait plus représenté l'aile gauche extrême, mais la charnière entre les deux lignes autrichiennes. L'assaut du Mont Medolano aurait gravement compromis la tenue de toute la ligne du déploiement autrichien, dont les forces auraient bientôt été trop déséquilibrées à droite.
L'enlèvement de la redoute du Mont Medolano, clé de voûte de la bataille, a été précédé d'un tir d'artillerie fou, déchargé par les batteries hippomobiles du colonel Marmont. Presque simultanément, le général Verdier se lança avec ses grenadiers vers les pentes de la colline, tandis que les dragons du général Beaumont investissaient l'escadron des Uhlans. Vers 9 heures, le mamelon était fermement en possession des Français.
Dans le but de freiner une avancée dont il ne connaissait pas la portée, Wurmser ordonna le repli de son aile gauche et quelques minutes plus tard, l'aile droite était investie conjointement par les divisions Despinoy et Masséna. Tout de suite était arrangée la formation d'une seconde ligne de résistance à droite qui affaiblit encore plus la partie centrale du déploiement autrichien, rapidement attaqué et détruit par la division Augereau.
Divisé en trois sections, le corps de l'armée autrichienne n'avait pas d'autre possibilité que se replier sur Peschiera, Valeggio et Roverbella, laissant 2 000 hommes sur le terrain et plus de 1 000 prisonniers. Même Wurmser échappa péniblement à la capture.
Dès que les Autrichiens eurent commencé la retraite, Napoléon ordonna à la cavalerie et à l'infanterie légère une poursuite immédiate de très près : non dans le but de frapper l'ennemi, mais plutôt de le forcer à une fuite précipitée et désordonnée, de façon à faire abandonner de grandes quantités de matériel de guerre dont l'armée autrichienne était bien fournie, mais qui faisaient défaut à l'armée française. La manœuvre eut pour effet de gagner une vingtaine de canons, 150 charrettes de munitions, ainsi que des provisions de bouche et de guerre.
La bataille ne fut pas décisive, mais elle est considérée par les historiens comme la plus importante pour le sort de la campagne d'Italie. Les effets bénéfiques pour les Français ont été nombreux, à commencer par l'enthousiasme suscité par une telle victoire, l'amélioration du niveau d'équipement et d'armement et enfin la conquête d'une grande partie de la vallée fertile du Pô, qui leur permettrait de passer l'automne et l'hiver sans les difficultés et les privations inhumaines subies au cours des mois précédents. Dans un sens historique plus large, le prestige militaire de Napoléon fut mis en évidence, autant aux yeux de ses soldats que de ses généraux, à qui il avait démontré savoir tirer parti y compris de leurs fautes.

## Conséquences
Le 6 août, l'armée autrichienne bat en retraite dans le Tyrol, où elle tente de se reconstituer. Le 7, Sérurier entre à Vérone, et Masséna reprend les positions abandonnées le 29 juillet. Le siège de Mantoue est repris. Le 2 septembre, l'armée française commence à remonter vers le Tyrol pour tenter de faire sa jonction avec l'armée du Rhin.
La bataille de Castiglione est en fait une suite de combats qui auront duré cinq jours, pendant lesquels Wurmser perd environ 21 000 hommes : 6 000 morts ou blessés et 15 000 prisonniers, ainsi que 70 canons et leurs caissons. Le nom de la bataille est gravé sur l'arc de triomphe à Paris.
En récompense de sa bravoure, Bonaparte désigne Augereau pour apporter au Directoire les drapeaux pris à l'ennemi. Bonaparte, devenu l'Empereur Napoléon, lui attribue pour ces mêmes raisons le titre de duc de Castiglione.

## Commémoration
La rue de Castiglione à Paris rappelle le souvenir de cette bataille.

## Sources
- Histoire du Directoire Par Bernard Adolphe Granier de Cassagnac, de Cassagnac, Adolph de Granier - 1863
- Mémoires pour servir à l'histoire de France sous le règne de Napoléon, écrits à Ste.-Hélène Par Napoleon, Gaspard Gourgaud, Charles-Tristan Montholon - 1830